# Bucle local inalámbrico
El bucle local inalámbrico es el uso de un enlace de comunicaciones inalámbricas como la conexión de "última milla" para ofrecer servicios de telefonía (POTS) e Internet de banda ancha a los usuarios.
Se trata principalmente del uso de frecuencias licenciadas, descartándose las llamadas "bandas libres" debido a la carencia de garantías, por tratarse de frecuencias de uso compartido, con el correspondiente riesgo de saturación e indisponibilidad de la red.
Los operadores establecidos han implantado sus redes tras muchos años de despliegue de infraestructuras. La parte de la red que permite el acceso al abonado, lo que se conoce como "la última milla", se ha acometido tradicionalmente utilizando pares de cobre.
Las liberalizaciones del mercado de las telecomunicaciones que han tenido lugar en los últimos años en muchos países y las nuevas licencias para operadores de servicios de telefonía fija, unido a la demanda de mayor ancho de banda, han sido los dos principales factores que han propiciado la aparición de nuevas tecnologías que optimicen el coste de "llegar" hasta el cliente.
Existe por tanto una necesidad de productos con los que el nuevo operador pueda acceder al usuario final con un despliegue rápido frente a los competidores y que garantice, no sólo los Servicio telefónico convencional (POTS, por sus iniciales en inglés), sino también otros servicios más avanzados para Internet o telefonía digital como la Red Digital de Servicios Integrados (RDSI) ya sea BRA (Básico, dos canales) o PRA (Primario, treinta canales), o servicios de datos a velocidades de Nx64Kbps, superiores a las que hasta ahora se ofertaban.
La solución para no utilizar cable ya sea cobre, coaxial o fibra óptica y evitar que se ralentice el despliegue de una red de acceso es utilizar un sistema vía radio, aunque tampoco está exento de dificultades como la accesibilidad a las frecuencias por saturación del espectro, la instalación de torres de antenas en ciudades, o la consecución permisos de instalación en azoteas e interior de inmuebles.
Es habitual oír hablar de WLL "Wireless Local Loop" o bucle de abonado sin hilos, englobando en este concepto otros sistemas de mayor capacidad como los de Acceso Radio Punto-Multipunto de Banda Ancha. En realidad es una cuestión de la capacidad de transmisión y no hay un límite oficial para separar unos de otros, podemos diferenciar como sistemas WLL aquellos que no alcanzan la capacidad de 2 Mbps por enlace.
Técnicamente se trata de utilizar una red de Estaciones Base que concentran el tráfico que le envían mediante radioenlaces los diferentes terminales instalados en los abonados.
Las Estaciones Base llevan dicho tráfico hasta la central de conmutación a través de las Redes de Transporte ya sea por fibra óptica o radioenlace.

## Tipos de tecnologías
Las plataformas WLL se pueden clasificar, según la tecnología que utilizan: aquellas que se basan en protocolos analógicos móviles, con la desventaja de tener limitaciones para servicios avanzados, las basadas en protocolos digitales móviles, GSM, TDMA, CDMA, las basadas en inalámbricos como DECT, CT-2, y, por último y de forma mucho más minoritaria y menos difundida, las soluciones propietarias de algunos fabricantes.
Otra tecnología avanzada de gran ancho de banda es la conocida como LMDS (Local Multipoint Disribution Service, léase parte 1) para dar servicio principalmente a empresas y con posibilidad de servicios como el Video on Demand (video bajo demanda) ofreciendo capacidades superiores a los 2Mbps por abonado. Se basa en tecnologías de alta frecuencia (entre 28 y 40 GHz) y que por tanto requieren visión directa entre la Estación base y la terminal del usuario.
Los nuevos operadores deben escoger el tipo de tecnología más adecuado en términos de costes para cada uno de los escenarios que se decidan a atacar, teniendo en cuenta la penetración que esperan conseguir, la densidad de población y otras consideraciones como las geográficas. Los costes del despliegue de la red son un factor importante a tener en cuenta, pero también lo son los costes de operación y mantenimiento de la misma, así como la competencia del cable, ADSL y satélite.